# Envase comestible

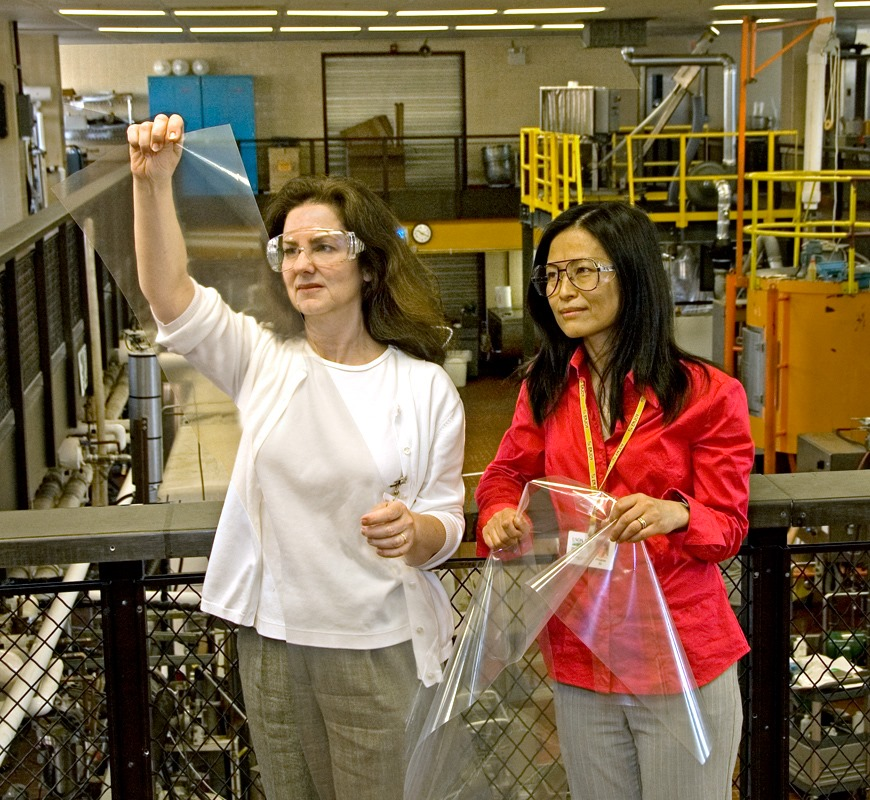
Desarrollando una envoltura de película de caseína comestible

Los envases comestibles se refieren a los envases que son comestibles y biodegradables .

## Envases de agua tradicionales
Cada año se producen en Estados Unidos unos 50.000 millones de botellas de agua de plástico de un solo uso fabricadas con tereftalato de polietileno (PET) y la mayoría se tiran a la basura, reciclando o no. Según la Asociación Nacional para Recursos de Contenedores de PET, la tasa de reciclaje de PET se ha mantenido estable en un 31% desde el 2013.
Los poliésteres como el PET se pueden descomponer por degradación hidrolítica : La conexión éster se corta con una molécula de agua. La reacción se produce de manera diferente en condiciones ácidas o alcalinas, pero funciona mejor a temperaturas entre 200 y 300 °C. En condiciones ambientales, el proceso es indetectable y lento.
El PET se considera esencialmente no biodegradable, y se calcula que las botellas de plástico tardan hasta 450 años en descomponerse. Por ello, se están buscando otros materiales de embalaje.

## Envases alimentarios comestibles
Varios fabricantes desarrollan o producen envases alimentarios comestibles. Un ejemplo se basa en las algas, Eucheuma cottonii .

### Gel de alginato cálcico

Alginato de sodio (NaAlg)

Los alginatos son el producto natural de las algas marrones y se han utilizado ampliamente en apósitos, entrega de medicamentos e ingeniería de tejidos, así como en aplicaciones alimentarias. El alginato de sodio es un copolímero sin ramificar de azúcares 1,4-β-d-mannuronat (M) y α-l-guluronat (G).
El alginato de sodio (NaAlg) se coagula cuando se expone al cloruro de calcio (CaCl 2) y forma alginato de calcio (CaAlg 2) y cloruro de sodio (NaCl), según la reacción siguiente:
2NaAlg + CaCl 2 → CaAlg 2 + 2NaCl

### Seguridad y biodegradabilidad
La biocompatibilidad de los geles de alginato se ha estudiado extensamente y su seguridad para el consumo está bien establecida. Como polisacáridos naturales resistentes a la degradación por enzimas digestivos humanos, los alginatos se clasifican como fibra dietética . Aunque no se digiere si se come, la cápsula Ooho se descompondrá gradualmente a medida que el calcio se difunda de la matriz del hielo a la inversa de la reacción anterior.
CaAlg 2 + 2NaCl → 2NaAlg + CaCl 2
Como es un polímero monocatenario, el alginato se puede despolimerizar (dividiendo en unidades más pequeñas) mediante diversas reacciones químicas. Tanto los mecanismos ácidos como los alcalinos pueden romper los vínculos entre los monómeros manuronat (M) y guluronat (G). La oxidación por radicales libres es otra manera de degradar el alginato al medio ambiente. Muchas especies bacterianas producen una enzima (alginato liasa) que puede descomponer la molécula en componentes de azúcar únicos, que pueden actuar como fuente de energía para el organismo.